# Milwaukee
Pour les articles homonymes, voir Milwaukee (homonymie).
Milwaukee (/mil.wɔ.ki/ ; en anglais : /mɪlˈwɔːki/, localement /məˈwɔːkiː/) est la plus grande ville de l'État du Wisconsin et la 25e ville des États-Unis par sa population. La ville est le siège du comté de Milwaukee, dans le sud-est du Wisconsin, sur la rive du lac Michigan. Elle est située à environ 150 km au nord de Chicago. En 2020, selon le Bureau du recensement des États-Unis, sa population était de 577 222 personnes dans une agglomération de 1 574 731 habitants.
Les premiers Européens à traverser cette région étaient des missionnaires français et des vendeurs de fourrures. En 1818, le Canadien-Français Salomon Juneau s'établit près de l'emplacement actuel de la ville, et en 1846 la ville de Juneau fut combinée à deux autres villes voisines pour incorporer la ville de Milwaukee. Un grand nombre d'Allemands et d'autres immigrants contribuèrent à augmenter la population de la ville durant les années 1840 et les décennies suivantes.
Autrefois connue presque exclusivement comme un grand centre de brassage de bière et industriel, Milwaukee a pris des mesures pour remodeler son image, en grande partie par la revitalisation de son centre-ville. Durant les décennies précédentes, de nouveaux ajouts ont été faits au centre-ville, tels le Milwaukee Riverwalk, le Midwest Airlines Center, une extension du Milwaukee Art Museum de renommée internationale, et le Discovery World, tout comme les principales rénovations du Milwaukee Auditorium et de l'U.S. Cellular Arena. De plus, de nouveaux gratte-ciel et des logements ont été construits près des rives du lac.

## Histoire
La région de Milwaukee était originellement habitée par les Mesquakies, Mascoutins, Potéouatamis et les Winnebagos, des ethnies amérindiennes. Les premiers Européens à traverser la région furent les missionnaires et les commerçants français, trappeurs et coureurs des bois, entre les années 1600 et 1700. Le mot « Milwaukee » vient d'un mot algonquin Millioke qui signifie « belle/magnifique/plaisante terre ».
En 1785, Alexis Laframboise, venant de Fort Michilimakinac, fonda un poste de traite.

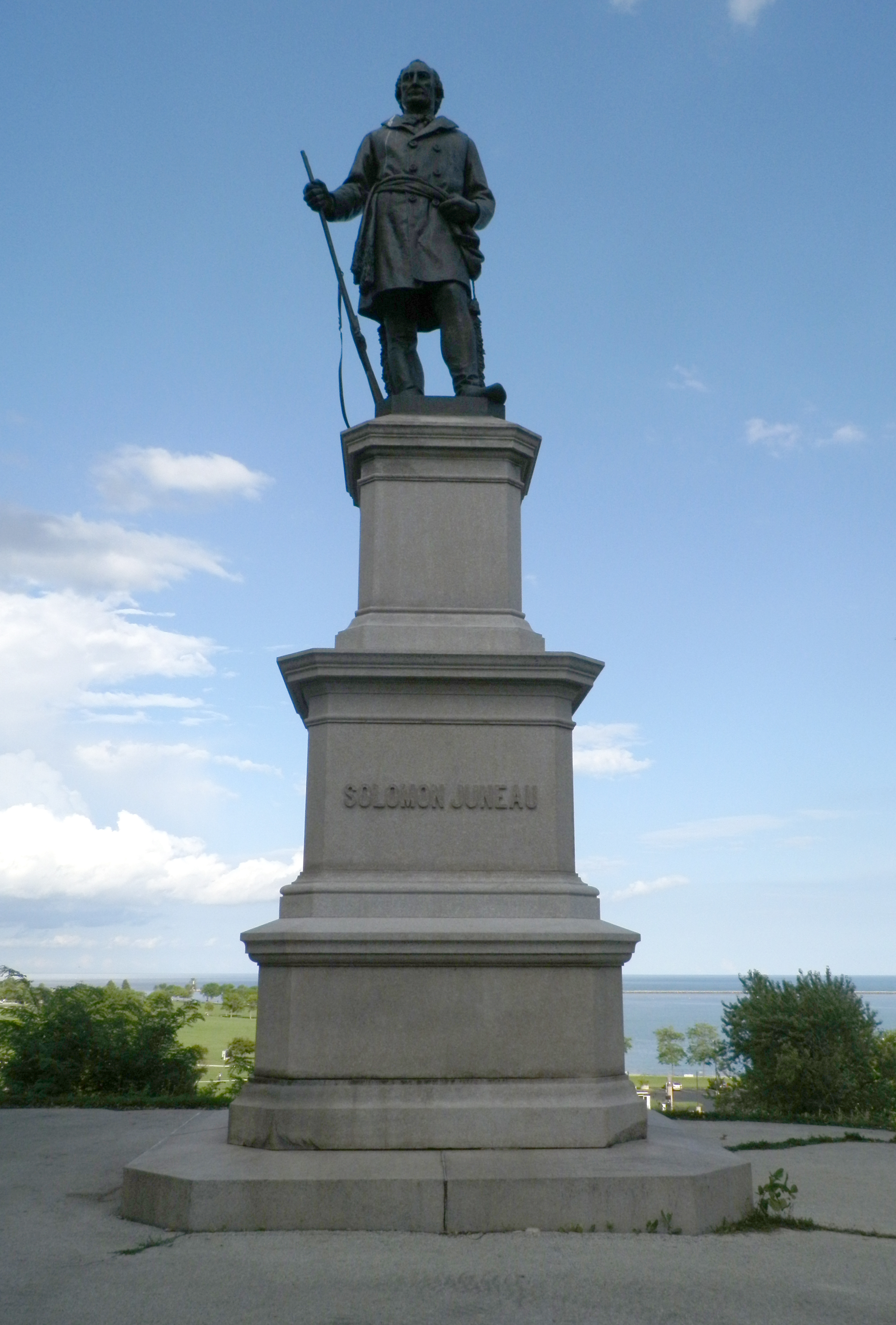
Monument en l'honneur de Salomon Juneau.

Milwaukee a eu, par la suite, trois « pères fondateurs », parmi lesquels le Canadien-Français Salomon Juneau qui fut le premier à s'établir définitivement dans la région et fonda véritablement la ville en 1818. Les Juneau fondèrent une ville appelée Juneau's Side ou Juneautown, qui commençait à accueillir des colons. Byron Kilbourn fonda quant à lui une ville sur la partie ouest de la rivière Milwaukee. Il y établit Kilbourntown et, pour différencier les villes, s'assura que les routes qui menaient au fleuve ne se trouvaient pas dans le prolongement des routes de Juneautown. Ceci explique la présence des ponts à angles à Milwaukee aujourd'hui. D'autre part, Kilbourn distribuait des cartes de la région ne montrant que Kilbourntown, voulant faire croire que Juneautown n'existait pas ou que l'autre côté de la rivière était inhabité donc indésirable. Le troisième père fondateur était George H. Walker. Il a réclamé les terres au sud de la rivière Milwaukee, où il a construit une cabane en 1834. Ce secteur s'est développé et est devenu connu sous le nom de Walker's Point.
Durant les années 1840, les trois villes grandirent, tout comme la rivalité entre elles. Ainsi, ces années furent ponctuées de plusieurs batailles entre les villes, principalement entre Juneautown et Kilbourntown, qui culminèrent avec la Milwaukee Bridge War de 1845. Après la Bridge War, il fut décidé que la meilleure chose qui puisse être faite était d'officialiser l'union des villes. Dès lors, le 31 janvier 1846 elles fusionnèrent pour former la ville de Milwaukee ; le premier maire élu fut Salomon Juneau. À partir des années 1840, un grand nombre d'immigrants allemands arriva à Milwaukee dont la population augmenta rapidement. Au XXe siècle, la ville comptait plus de germanophones et de journaux de langue allemande que d'anglophones et de journaux en anglais. La ville  contribue à une période générale de modernisation des cultures céréalières.
À partir du milieu du XIXe siècle, le Wisconsin et la région de Milwaukee devinrent deux des destinations privilégiées des immigrants allemands qui fuyaient la répression de la révolution de Mars. Au Wisconsin, ils trouvèrent des terres à bas prix et la liberté qu'ils cherchaient. L'héritage et l'influence allemands sont d'ailleurs encore très présents à Milwaukee.
La ville voit se développer de nombreuses brasseries et devient la capitale américaine de la bière. Parmi elles la Pabst Brewing Company. Pabst, le richissime patron de la brasserie au XIXe siècle est mis en scène sous un autre nom dans Un cow-boy sous pression, la cent vingt-cinquième histoire de la série Lucky Luke, écrite par Jul et dessinée par Achdé, publiée pour la première fois en album le 15 novembre 2024.
Le gouvernement du Wisconsin cherchant à encourager l’immigration allemande, il crée en 1852 une « Commission de l’immigration » pour vanter les charmes de l’État. Les Allemands qui s’installent à Milwaukee se retrouvent dans des associations musicales ou sportives, des associations prônant la liberté de pensée, des sociétés d’horticulture, des cercles culturels, des groupes politiques et des communautés religieuses. Aujourd'hui, et cela depuis trente ans, chaque juillet, Milwaukee organise la « German Fest ».

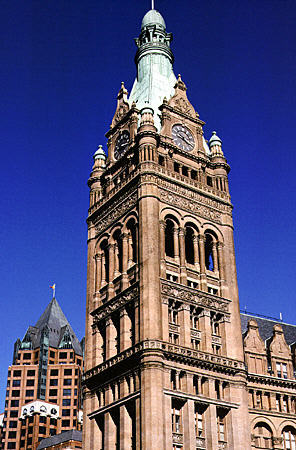
L'hôtel de ville de Milwaukee.

En plus des Allemands, Milwaukee accueillit aussi des immigrés venant de Pologne, d'Italie, d'Irlande et aussi de Juifs originaires d'Europe centrale et orientale. En 1910, Milwaukee (au même titre que New York) avait l'un des plus hauts pourcentages d'habitants nés à l'étranger aux États-Unis.
À la fin du XIXe siècle, Milwaukee a vu apparaître ses premières banlieues. Bay View, mentionné ci-dessus exista de 1879 à 1886 comme village indépendant. En mars 1889, cette ville avait protesté pendant quatre jours et il y eut une journée d'émeutes contre les blanchisseurs chinois, à la suite d'allégations concernant la mauvaise conduite de deux Chinois vis-à-vis de jeunes mineurs blancs. En 1892, Whitefish Bay, South Milwaukee, et Wauwatosa furent incorporés. Elles furent suivies par Cudahy (1895), North Milwaukee (1897) et East Milwaukee, connus plus tard en tant que Shorewood, en 1900. Le début du XXe siècle a vu l'addition de West Allis (1902) et West Milwaukee (1906), qui terminèrent la première ceinture de banlieues de la ville.
Durant la première moitié du XXe siècle, Milwaukee a été le foyer du socialisme aux États-Unis. Milwaukee eut trois maires socialistes durant cette période : Emil Seidel (1910-1912), Daniel Hoan (1916-1940), et Frank Zeidler (1948-1960). Elle reste la seule ville importante du pays dans ce cas. Souvent surnommés les Sewer Socialists, les socialistes de Milwaukee se caractérisaient par leur approche du gouvernement et du travail. Durant cette même période, une petite mais bourgeonnante localité d'Afro-Américains qui émigrèrent du Sud formèrent ce qui allait être connu sous le nom de Bronzeville.
Milwaukee continua de grandir énormément jusque dans les années 1950. La ville a accueilli des immigrants d'Irlande, d'Allemagne, de Hongrie, de Pologne et d'autres nations d'Europe centrale. Avec l'important afflux d'immigrants, Milwaukee devint l'une des 15 plus grandes villes des États-Unis et, dans les années 1960, sa population atteignit un pic de 750 000 habitants. Vers la fin de cette même période, comme d'autres villes de la Rust Belt, Milwaukee a vu sa population commencer à décliner à cause de plusieurs facteurs, dont la perte d'emploi des ouvriers et le phénomène de white flight. Cependant, récemment, la ville fit des efforts pour améliorer son économie, ses quartiers et son image, dont le résultat est la revitalisation des quartiers de la ville comme l'Historic Third Ward, l'East Side et, plus récemment, Bay View, avec de nouveaux commerces dans son centre-ville. La ville continue de faire des plans pour des projets à venir. Dus en grande partie aux efforts faits pour préserver son histoire, en 2006 Milwaukee fut nommé une des « Dozen Distinctive Destinations » par le National Trust for Historic Preservation.

## Géographie

Panorama de Milwaukee, vu depuis la tour de l'hôtel de ville de Milwaukee (1898).

### Localisation

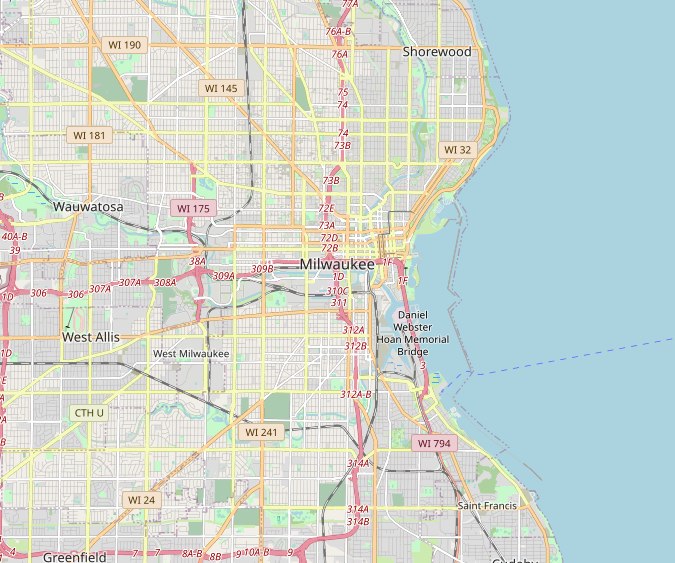
Carte OpenStreetMap

En plein cœur de la région du Midwest, Milwaukee se trouve le long des rives du lac Michigan là où trois rivières ont leur point de confluence : la rivière Menomonee, la rivière Kinnickinnic et la rivière Milwaukee. De plus petites rivières, comme la rivière Root et la Lincoln Creek traversent la ville. À cause de la largeur du lac Michigan, le front de mer de Milwaukee ressemble plus à celui d'un océan qu'à celui d'un lac.
Le terrain où se trouve Milwaukee est relativement plat, sauf en ce qui concerne les petites collines à un kilomètre au nord et six kilomètres au sud du centre-ville.
D'après le bureau du recensement des États-Unis, la ville a une surface totale de 251,0 km2 dont 248,8 km2 sont des terres et 2,2 km2 de l'eau, soit 0,88 %.

### Climat
La localisation de Milwaukee dans la région des Grands Lacs signifie que la ville a un climat variable. Le mois le plus chaud de l'année est juillet, quand les températures maximales atteignent en moyenne 28 °C, avec des températures minimales allant en moyenne jusqu'à 19 °C durant la nuit ; janvier est le mois le plus froid avec une moyenne de −3 °C, et des minimales atteignant −11 °C en moyenne. Sur les cinquante plus grandes villes aux États-Unis, Milwaukee a les températures moyennes les plus basses après Minneapolis.
La proximité de Milwaukee du lac Michigan cause un mouvement de convection, donnant des bourrasques de neige et du blizzard, faisant que le temps de Milwaukee est plus chaud en hiver que celui des régions éloignées du lac, et est plus frais en été que ces mêmes régions. Le lac apporte une humidité relative qui est, en été, plus élevée que celle que l'on relève dans des villes se trouvant à la même latitude.
La température la plus élevée jamais enregistrée à Milwaukee est de 41 °C, atteinte le 17 juillet 1995. La température la plus basse jamais relevée est de −32 °C, atteinte les 17 janvier 1982 et 4 février 1996. En 1982, l'événement connu sous le nom de Cold Sunday, une température de −40 °C fut atteinte dans certaines banlieues à 16 km au nord de Milwaukee, alors que la ville elle-même n'a jamais subi de telles températures.
|                     | Jan   | Fév   | Mars  | Avr   | Mai  | Juin | Juil | Août  | Sept | Oct  | Nov   | Déc   |
| ------------------- | ----- | ----- | ----- | ----- | ---- | ---- | ---- | ----- | ---- | ---- | ----- | ----- |
| Rec. hautes °C      | 16,6  | 20    | 27,7  | 32,7  | 33,8 | 38,3 | 39,4 | 39,4  | 36,6 | 31,6 | 25    | 20    |
| Norm. hautes °C     | -2,2  | 0,2   | 5,8   | 12,1  | 18,8 | 24,6 | 27,2 | 26,1  | 22,1 | 15,6 | 7,6   | 0,6   |
| Norm. basses °C     | -10.3 | -7.6  | -2.6  | 2.4   | 7.8  | 13.5 | 17.1 | 16.7  | 12.2 | 5.8  | -0.5  | -7    |
| Rec. basses °C      | -32,2 | -32,2 | -23,3 | -11,1 | -6,1 | 0,5  | 4,4  | 6,6   | -2,2 | -7,7 | -20.5 | -28.8 |
| Précipitations (cm) | 4,69  | 4,19  | 6,57  | 9,6   | 7,77 | 9,04 | 9,09 | 10,23 | 8,38 | 6,32 | 6,85  | 5,91  |

### Urbanisme

#### Transports
Deux des principales Interstate highways du Wisconsin traversent Milwaukee. Interstate 94 venant du nord de Chicago entre dans Milwaukee et continue vers l'ouest vers Madison. L'Interstate 43 entre dans Milwaukee au sud-ouest et continue au nord vers Green Bay. Milwaukee a deux branches d'interstate highways, Interstate 894 et Interstate 794. I-894 s'étend de la banlieue ouest vers la banlieue sud, dévié au centre-ville. I-794 s'étend de l'est, du Marquette Interchange au lac Michigan avant de tourner au sud sur le Hoan Bridge jusqu'à l'aéroport.
Milwaukee est aussi desservi par trois US highways. U.S. Route 18 relie le centre-ville à l'ouest. U.S. Route 41 et U.S. Route 45 permet aux parties nord et sud de desservir l'ouest.
L'U.S. Route 41, qui connecte la ville à Fox Valley, est en train d'être étendue pour devenir une Interstate. L'Interstate 41 deviendrait la troisième principale Interstate de Milwaukee.

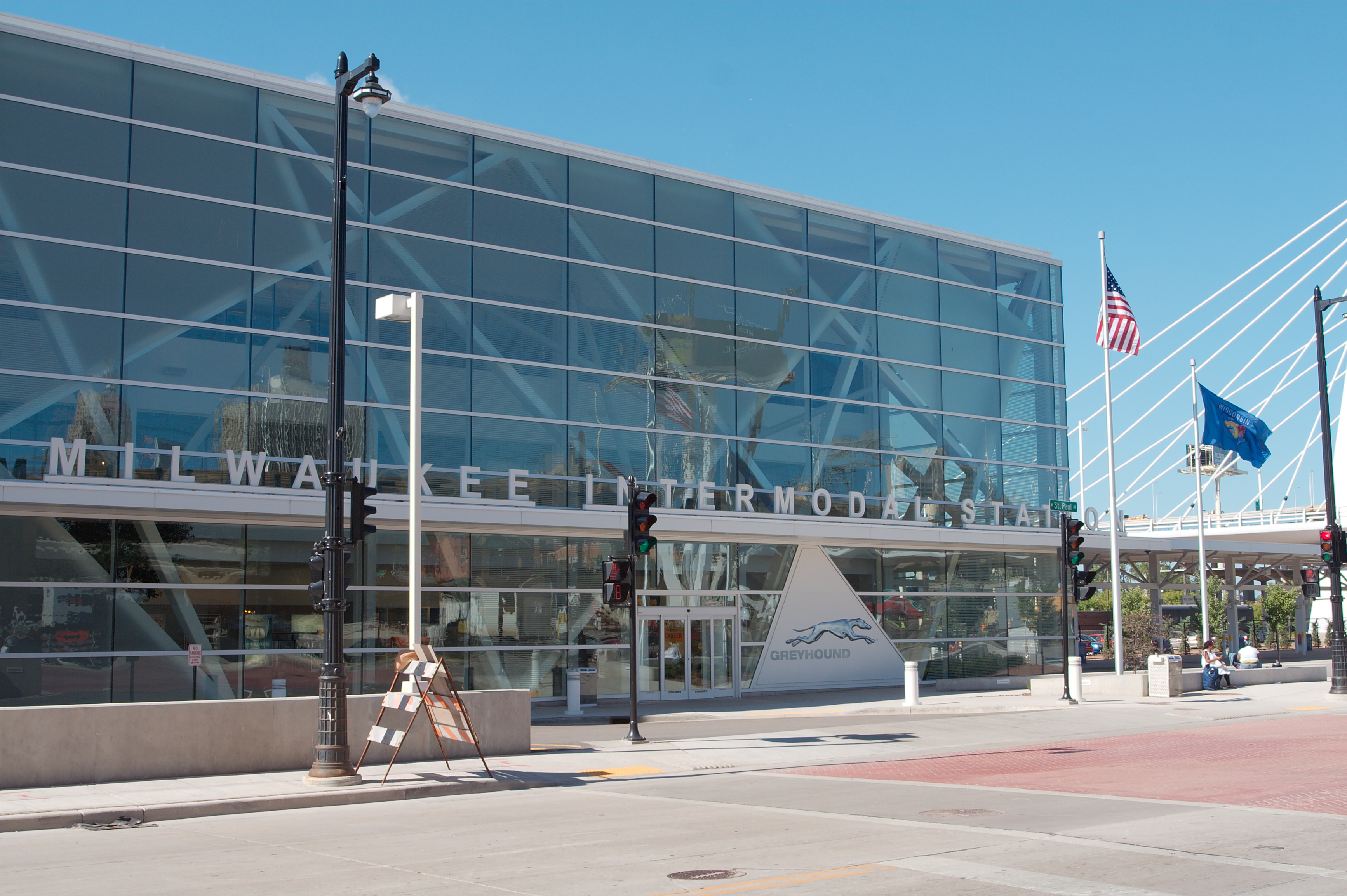
La gare de Milwaukee.

Amtrak, le système national de transport de passager sur les rails, dessert Milwaukee, utilise son Empire Builder journellement dans les deux directions entre Chicago Union Station et le nord-ouest pacifique. La ville est aussi desservie par l'Hiawatha d'Amtrak, un service express, avec 6 départs par jour entre Milwaukee et Chicago.
Le Milwaukee County Transit System (littéralement : « système de transit du comté de Milwaukee ») donne à la ville un service de bus. De plus, Milwaukee possède deux aéroports, l'aéroport International General Mitchell sur la bordure sud de la ville, et le plus petit Timmerman Field au nord.
Récemment, Milwaukee est devenue une des villes avec le plus de cyclistes aux États-Unis. En 2006, elle obtient la médaille de bronze de la League of American Bicyclists, fait rare pour une ville de cette taille. La ville a environ 65 miles de pistes cyclables, la plupart bordant les rivières et le Lac Michigan.

## Politique et administration
Milwaukee compose la grande majorité du 4e district congressionnel du Wisconsin. À cause de l'importance du Parti démocrate, les primaires pour le siège du conseil sont souvent considérées comme plus importantes que les élections générales.
Milwaukee est représentée par sept districts au Sénat du Wisconsin et vingt-et-un à l'Assemblée. La plupart des représentants de la ville sont démocrates.
La ville est dirigée par un maire et un conseil de quinze membres, tous élus pour quatre ans. Depuis 2021, le maire est le démocrate Cavalier Johnson (en), d'abord par intérim après la démission de Tom Barrett puis élu lors d'une élection spéciale le 5 avril 2022.

### Jumelages
- Galway (Irlande)
- Nuevitas (Cuba)
- Białystok (Pologne)
- Parme (Italie)
- Queenstown (Afrique du Sud)
- Schwerin (Allemagne)
- Ticuantepe (Nicaragua)
- Omsk (Russie)

## Démographie

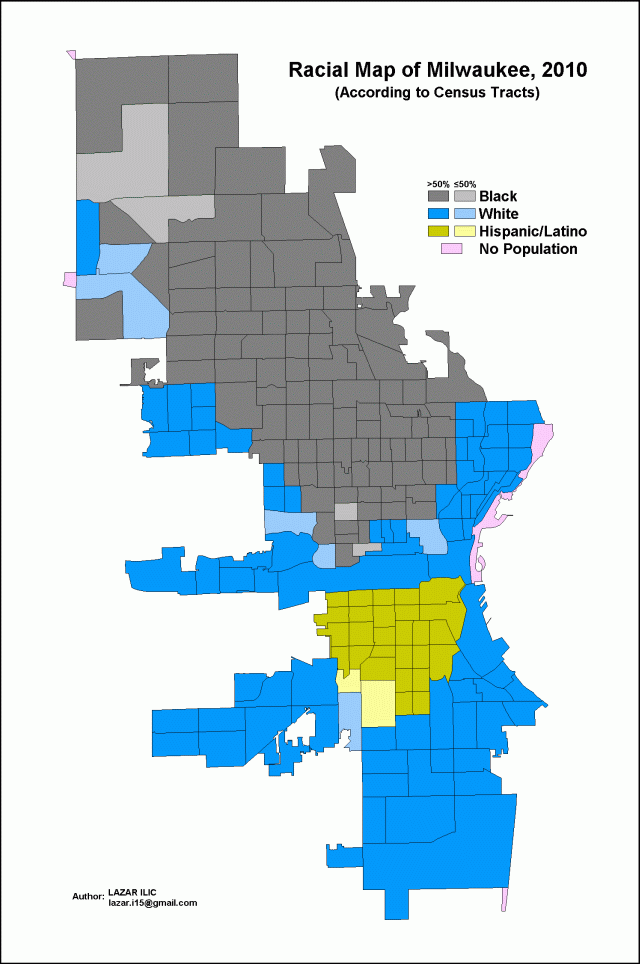
Groupes ethniques présents dans la ville de Milwaukee.

D'après le recensement de 2020, il y a 577 222 habitants à Milwaukee. En 2000 il y avait 232 188 ménages, et 135 133 familles résidant dans la ville.
| Groupe                           | Milwaukee | Wisconsin | États-Unis |
| -------------------------------- | --------- | --------- | ---------- |
| Blancs non hispaniques           | 27,5      | 80,3      | 55,7       |
| Hispaniques et Latino-Américains | 17,3      | 5,9       | 16,7       |
| Afro-Américains                  | 40,0      | 6,3       | 12,6       |
| Autres                           | 7,6       | 2,4       | 6,4        |
| Asiatiques                       | 3,5       | 2,3       | 4,8        |
| Métis                            | 3,4       | 1,8       | 2,9        |
| Amérindiens                      | 0,8       | 1,0       | 0,9        |
| Total                            | 100       | 100       | 100        |
|                                  |           |           |            |

Les Hispaniques se concentrent dans le quartier du South Side Barrio en cours de revitalisation.
Selon l'American Community Survey, pour la période 2011-2015, 17,42 % des Milwaukiens ont un ancêtre allemand. Les autres nationalités importantes sont les Polonais avec 7,23 %, les Irlandais avec 6,02 %, les Anglais avec 2,31 %, les Italiens avec 2,70 %, et les Français avec 1,44 %.
Selon l'American Community Survey, pour la période 2011-2015, 80,65 % de la population âgée de plus de 5 ans déclare parler l'anglais à la maison, 13,79 % déclare parler l'espagnol, 1,67 % le hmong et 3,69 % une autre langue.

### Caractéristiques sociales
Sur les 232 188 ménages, 30,5 % ont un enfant de moins de 18 ans, 32,2 % sont des couples mariés, 21,1 % n'ont pas de maris présents, et 41,8 % ne sont pas des familles. 33,5 % de ces ménages sont faits d'une personne dont 9,5 % d'une personne de 65 ans ou plus.
L'âge moyen de la population est de 31 ans. Pour 100 femmes il y a 91,6 hommes. Pour 100 femmes de 18 ans ou plus, il y a 87,2 hommes.
| Tranches d'âge  | Pourcentage de la population |
| --------------- | ---------------------------- |
| moins de 18 ans | 28,6 %                       |
| de 18 à 24 ans  | 12,2 %                       |
| de 25 à 44 ans  | 30,2 %                       |
| de 45 à 64 ans  | 18,1 %                       |
| 65 ans ou plus  | 10,9 %                       |

Le revenu moyen d'un ménage est de 32 216 $, et celui d'une famille de 37 879 $. Les hommes ont un revenu moyen de 32 244 $ contre 26 013 $ pour les femmes. Le revenu moyen par tête est de 16 181 $. Près de 21,3 % des familles et 17,4 % de la population vit en dessous du seuil de pauvreté, dont 31,6 % de ceux en dessous de 18 ans et 11,0 % de ceux de 65 et plus.
Entre 2005 et 2006, le nombre d'homicides a baissé de 15 %.

### Religion

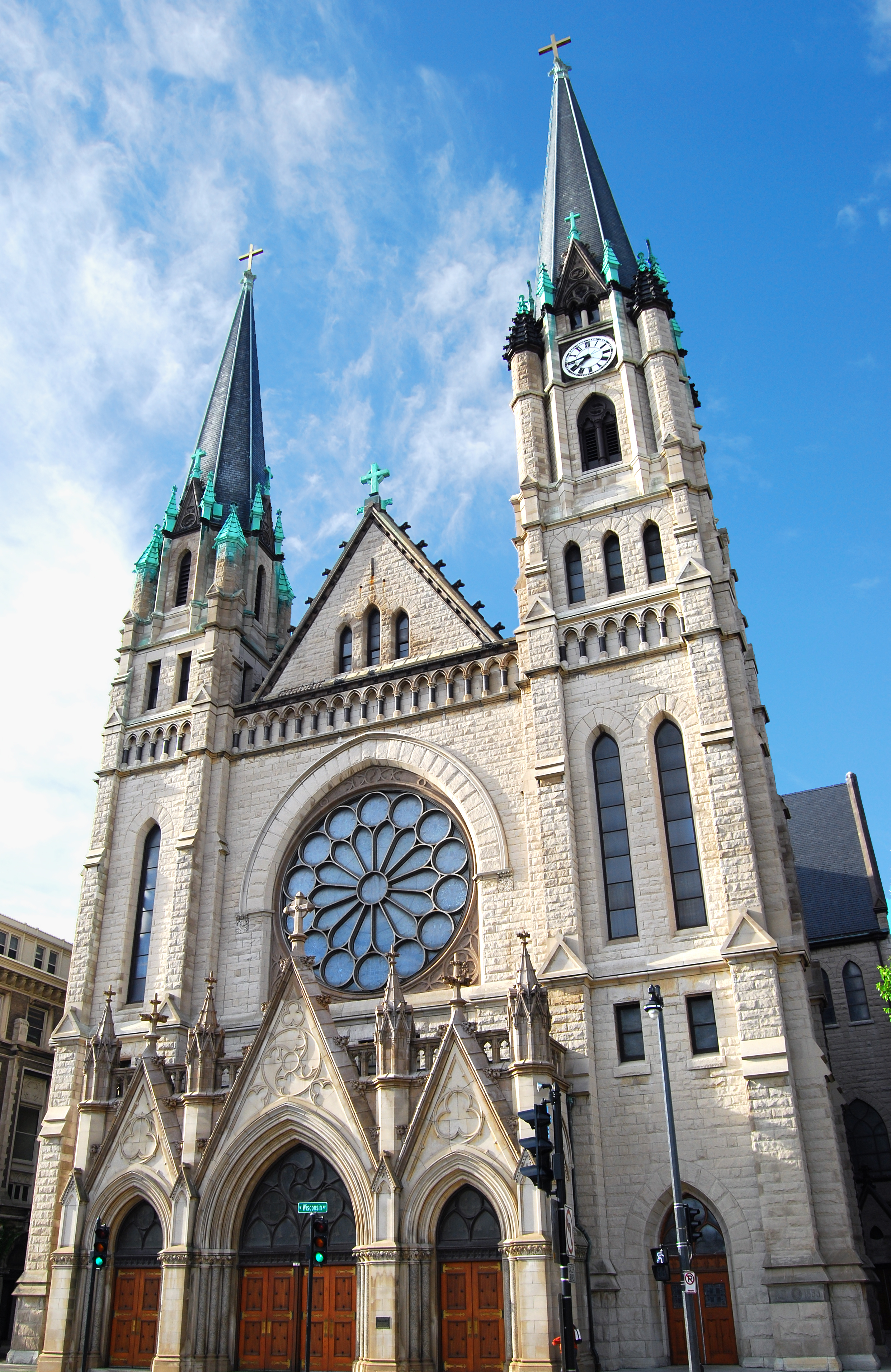
L'église du Gesu de Milwaukee.

Milwaukee abrite l'archidiocèse de Milwaukee de l'Église catholique, le diocèse épiscopal de Milwaukee de l'Église épiscopalienne des États-Unis, le Greater Milwaukee Synod de l'ELCA et la direction de l'Église Évangélique Luthérienne Synode du Wisconsin. Le Collège des Sœurs de St. Francis a sa maison mère dans Milwaukee et d'autres ordres religieux ont aussi une présence significative dans la zone, dont les jésuites et les franciscains.
Approximativement 55 % des résidents de Milwaukee étaient adhérents à un des 188 groupes. Parmi eux, 58 % étaient catholiques, 23 % luthériens, 3 % méthodistes, et 2,5 % juifs. Les autres regroupent les orthodoxes, et les religions de l'Est.
Milwaukee abrite de nombreux édifices religieux de grandes tailles parmi lesquels ;
- Basilique Saint-Josaphat de Milwaukee
- Cathédrale Saint-Jean-l'Évangéliste de Milwaukee (catholique)
- Église du Gesu de Milwaukee

## Éducation

### Primaire et secondaire
Milwaukee se trouve dans le Milwaukee Public Schools (MPS), le plus grand district scolaire du Wisconsin et un des plus grands du pays. En 2006, il avait un effectif de 97 762 élèves et 6 100 employés à plein temps. Milwaukee Public Schools opère en tant que magnet schools, les Rufus King High School, Golda Meir School, Riverside University High School, Milwaukee School of Languages, Milwaukee High School of the Arts et Lynde & Harry Bradley Technology and Trade School en sont des exemples.
Des personnes de Milwaukee âgées de 25 ans et plus, 84,5 % ont un diplôme d'études supérieures, et 27 % ont un baccalauréat (statistiques en 2000).

### Universités
Les hautes études à Milwaukee sont dominées par l'université du Wisconsin à Milwaukee (faisant partie du système appelé université du Wisconsin), quoique le prestigieux siège de l'université se trouve à université du Wisconsin à Madison, la capitale de l'État. Milwaukee abrite aussi le campus de l'université Marquette en centre-ville.
De plus Milwaukee accueille le Alverno College, l'université cardinal Stritch, le Milwaukee Area Technical College, l'Institut d'art et de design de Milwaukee, l'École d'ingénierie de Milwaukee, et le Mount Mary College. D'autres colleges additionnels se trouvent dans les banlieues de la ville : le Carroll College, l'université Concordia, le Medical College of Wisconsin, le St. Francis Seminary, l'université du Wisconsin-Washington County, l'université du Wisconsin-Waukesha et le Wisconsin Lutheran College.

### Programme chèque éducation
En 1990, Milwaukee devint la première ville aux États-Unis à adopter un programme chèque éducation (en anglais school voucher). Le programme permet aux élèves de recevoir des aides du fonds public pour étudier dans des écoles privées sans avoir à débourser d'argent eux-mêmes. L'année scolaire 2006-2007 dépassa pour la première fois les 100 millions de dollars payés en chèque, puisque 26 % des étudiants de la ville ont reçu ces fonds.

## Médias
Le principal journal de Milwaukee est le Milwaukee Journal Sentinel. L'hebdomadaire le plus important est le Shepherd Express, qui est gratuit. Parmi les autres journaux locaux, guides et magazines de grandes distributions on peut noter M Magazine, Milwaukee Magazine, MKE (magazine), The Onion, et le Riverwest Currents. OnMilwaukee.com est un magazine d'information en ligne.
Les réseaux de chaînes télévisées majeurs de Milwaukee sont la WTMJ 4 (NBC), WITI 6 (Fox), WISN 12 (ABC), WVTV 18 (CW), WCGV 24 (MyNetworkTV), et la WDJT 58 (CBS). WMLW 41 est une station commerciale indépendante de Milwaukee. Les programmes en espagnol sont sur la WBWT 38 (Azteca América) et la WYTU-LP 63 (Telemundo). Les stations d'émissions publiques sont WMVS 10 et WMVT 36.

## Économie

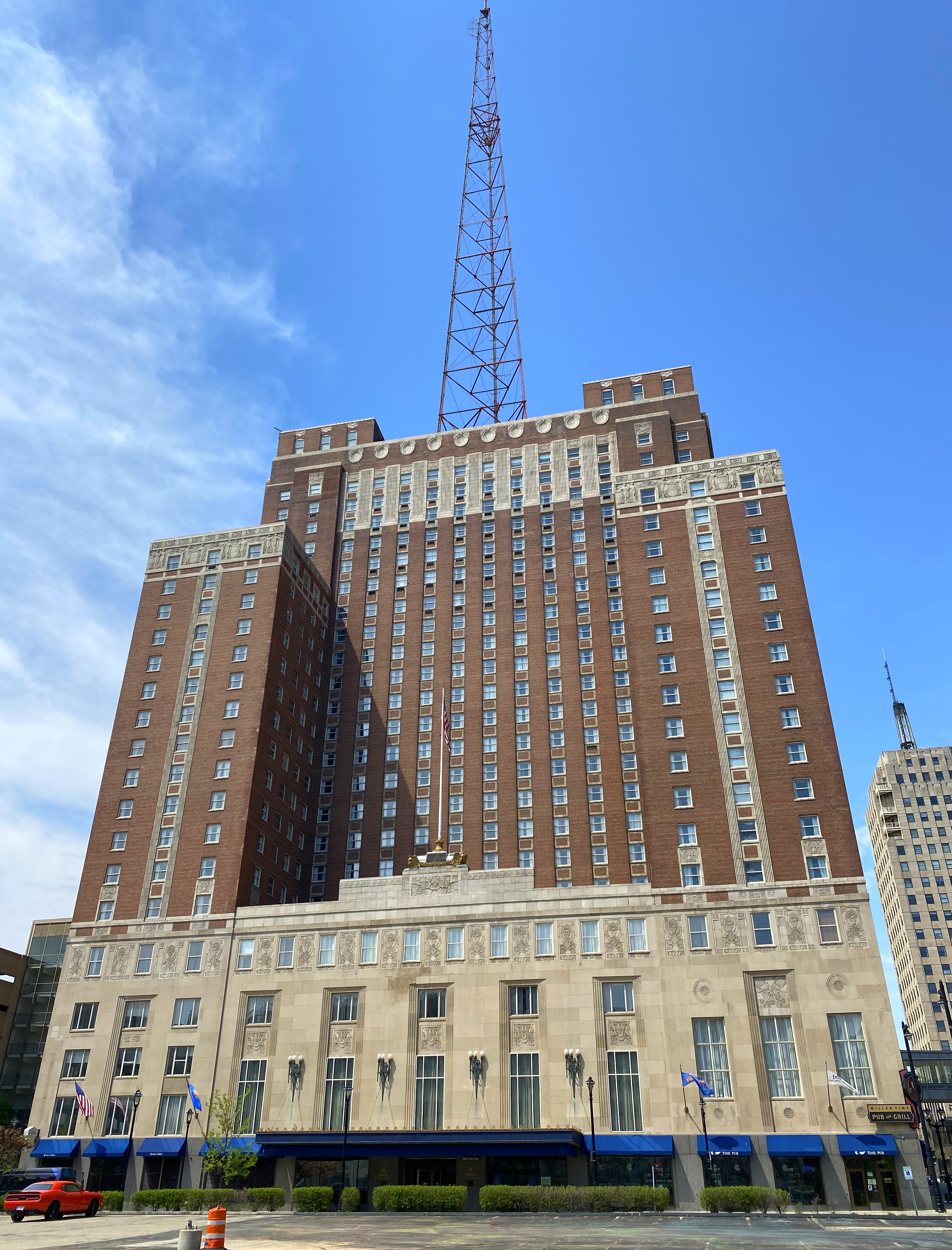
Le Hilton Milwaukee City Center plus haut hôtel du Winsconsin.

Milwaukee et sa banlieue accueillent les sièges de treize compagnies de Fortune 1000, qui incluent Johnson Controls, Northwestern Mutual, Manpower, Kohl's, Harley-Davidson, Rockwell Automation, Fiserv, Marshall & Ilsley, WEC Energy Group, Briggs & Stratton, Joy Global, A.O. Smith, et MGIC Investments. L'aire urbaine de Milwaukee est classée 5e aux États-Unis en ce qui concerne le nombre de compagnies classées dans Fortune 500. Milwaukee a aussi un grand nombre d'éditeurs, dont Quad/Graphics. Milwaukee accueille aussi les sièges de Midwest Airlines, de la Koss Corporation et de Master Lock.
Les emplois de services sont ceux qui augmentent le plus dans l'économie de Milwaukee, et les soins de santé occupent à eux seuls 27 % des emplois de la ville.22 % des personnes en âge de travailler sont dans la production, en second après San José, et plus haut que la moyenne nationale de 16,5 %.

### Brasserie
Milwaukee accueillait quatre des plus importantes brasseries mondiales (Schlitz, Blatz, Pabst, et Miller), et était classé numéro 1 mondial de la production de bière pendant plusieurs années. En dépit d'une chute dans le classement à cause de la perte de trois de ces brasseries, celle qui resta, la majeure Miller Brewing Company, garda son statut d'employeur clé avec 1 700 travailleurs dans la ville. Grâce à la solide position de Miller en tant que deuxième plus grand fabricant de bière aux États-Unis, aussi bien que par la présence de son siège mondial dans la ville, Milwaukee reste connu comme une ville de brasseries bien que maintenant cette activité ne représente plus qu'une fraction de son économie. La Milwaukee Brewery, située dans « Miller Valley » à 4000 West State Street, est la plus ancienne brasserie encore en activité aux États-Unis.

## Culture

### Bibliothèques
La ville de Milwaukee dispose d'une bibliothèque de lecture publique depuis 1878. Le service est aujourd'hui organisé en réseau, avec une bibliothèque centrale sur Wisconsin Avenue et 14 annexes réparties dans toute la ville.

### Musées

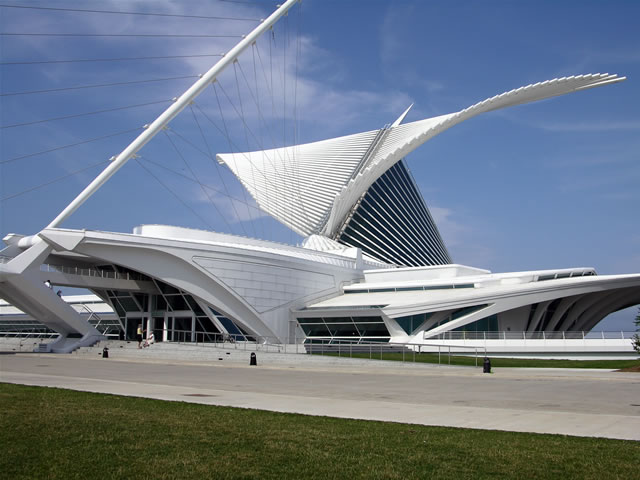
Milwaukee Art Museum.

L’attraction culturelle majeure de Milwaukee est le Milwaukee Art Museum, spécialement avec ses nouvelles ailes (à 100 millions de dollars) dessinées par Santiago Calatrava Valls dans sa première réalisation américaine. Le musée a un brise-soleil, qui se déploie comme les ailes d’un oiseau.
À Milwaukee se trouve aussi le America's Black Holocaust Museum. Fondé par James Cameron, le musée possède des objets, des photos qui montrent les injustices auxquelles les descendants d’africains ont dû faire face aux États-Unis.
Les Milwaukee Public Museum, Discovery World Museum, Betty Brinn Children’s Museum, Villa Terrace Decorative Arts Museum, le musée d'Art Layton, le Charles Allis Art Museum, Mitchell Park Horticultural Conservatory, le Milwaukee County War Memorial et le zoo de Milwaukee sont aussi des attractions publiques importantes.

### Arts de la scène
Milwaukee possède plusieurs lieux de représentation tels que la Florentine Opera, le Milwaukee Symphony Orchestra, le Festival City Symphony, le Milwaukee Ballet, Milwaukee Repertory Theatre, Milwaukee Shakespeare, Skylight Opera Theatre, First Stage Children's Theater, Milwaukee Youth Theatre, et d'autres organisations tel que la Pioneer Drum and Bugle Corps. De plus, Milwaukee est le lieu où se déroulent d'importants rendez-vous artistiques comme au Marcus Center for the Performing Arts, Pabst Theater, The Rave/Eagles Ballroom, Riverside Theater, et Milwaukee Theatre. Milwaukee est aussi l'une des seules villes du pays à avoir son propre bouffon officiel, Jane the Phoole, qui s'inspire d'un personnage de la cour anglaise : Jane Foole,.

### Festivals
Milwaukee, « A Great Place on a Great Lake » (soit : « Un grand endroit sur un grand lac ») c'est aussi surnommé « City of Festivals » (« La ville des festivals ») organisant chaque année une foire sur les bords du lac appelée Summerfest. Étant inscrit dans le Guinness Book of World Records comme le plus grand festival de musique au monde, Summerfest attire près d'un million de visiteurs par an.
Avec Summerfest, Milwaukee accueille aussi une grande variété de festivals ethniques pendant tout l'été. Principalement concentrés sur les bords du lac (Summerfest) ces festivals durent plusieurs jours (typiquement le vendredi plus le week-end) et célèbrent l'histoire et la diversité de Milwaukee. PrideFest -une célébration de la communauté LGBT de Milwaukee- donne généralement le coup d'envoi de la saison des festivals début juin. La saison s'achève par l'Indian Summer début septembre. Les Polonais, les Grecs, les Italiens, les Allemands, les Afro-Américains, les Arabes, les Irlandais avec la Milwaukee Irish Fest, les Amérindiens, les Asiatiques et les Mexicains célèbrent leurs héritages culturels variés. Les Français, par exemple, fêtent les Bastille Days autour de la fête nationale française.

### Musique
Milwaukee a une longue histoire musicale. La première organisation de musique, appelée la « Milwaukee Beethoven Society », fut formée en 1843, trois ans avant que la ville ne soit incorporée. Cette organisation fut remplacée plus tard par la Milwaukee Musical Society.
La grande concentration d'immigrants allemands contribua à développer le caractère musical de la ville. Les festivals Saengerbund avaient lieu régulièrement. La fondation du Conservatoire de musique du Wisconsin eut lieu en 1899.
Plus récemment, Milwaukee a vu un grand développement du rock, du hip-hop, du jazz, de la soul, du blues, du punk, du ska, de l'indus, du rock gothique, electronica et de la pop. Des rendez-vous aux Pabst Theater, Marcus Amphitheater, Riverside Theater, The Northern Lights Theater, et The Rave sont connus mondialement et critiqués à Milwaukee.
WJZI est une radio locale spécialisée dans le smooth jazz

### Sports
Milwaukee a une riche histoire sportive autant professionnelle qu'amateur. Actuellement, ses équipes sportives majeures sont :
| Club                   | Sport                       | Fondé en | Ligue actuelle                     | Stade                      |
| ---------------------- | --------------------------- | -------- | ---------------------------------- | -------------------------- |
| Brewers de Milwaukee   | Baseball                    | 1969     | Ligue nationale (MLB)              | Miller Park                |
| Bucks de Milwaukee     | Basket-ball                 | 1968     | National Basketball Association    | Fiserv Forum               |
| Admirals de Milwaukee  | Hockey sur glace            | 1970     | Ligue américaine de hockey         | UW–Milwaukee Panther Arena |
| Wave de Milwaukee      | Futsal                      | 1984     | Major Indoor Soccer League         | UW–Milwaukee Panther Arena |
| Milwaukee Bonecrushers | Football américain en salle | 2007     | Continental Indoor Football League | UW–Milwaukee Panther Arena |